# Chang Hye-jin
Jang Hye-jin (장혜진; Daegu, 13 de maig de 1987) és una arquera coreana. En els Jocs Olímpics de 2016 va guanyar la medalla d'or tant en la categoria individual com en la d'equips.

## Biografia
En els Jocs Asiàtics de 2014 va aconseguir la medalla d'or en tir amb arc per equips, juntament amb Jung Dasomi i Lee Tuk-young. En aquella edició també va quedar en segona posició a la categoria individual. En els Jocs Olímpics de Rio de Janeiro (2016), Chang va guanyar la seva primera medalla d'or com a membre de l'equip de tir de Corea del Sud, derrotant a Rússia en la final. L'equip coreà, format per Chang, Choi Mi-sun i Ki Bo-bae, era el vuitè equip de Corea del Sud consecutiu que guanyava la medalla d'or en aquesta categoria als Jocs. En la categoria individual, Chang va disputar la semifinal contra la seva companya d'equip i vigent campiona olímpica, Ki Bo-bae, a qui va derrotar per 7-3. En la final es va enfrontar amb Lisa Unruh, d'Alemanya, a qui va derrotar per aconseguir la seva segona medalla d'or als Jocs de Rio.